# Jean-Marie Fiévet
Jean-Marie Fiévet, né le 19 juin 1964 à Bressuire (Deux-Sèvres), est un homme politique français.
Membre de Ensemble pour la République (EPR), il est élu député dans la 3e circonscription des Deux-Sèvres lors des élections législatives de 2017, puis est réélu en 2022 et en 2024. Il siège au sein du groupe Renaissance de la majorité présidentielle à l'Assemblée nationale (dénommé groupe LREM jusqu'en 2022). Il rejoint la commission de la Défense nationale et des forces armées de 2017 à 2024. Depuis octobre 2024, il est membre de la commission du Développement Durable et de l'Aménagement du Territoire.

## Biographie
Il est sapeur-pompier de formation au grade de lieutenant et est le premier sapeur-pompier de France à être élu député. 

### Député

#### Engagement à En Marche et campagne présidentielle
Jean-Marie Fiévet est un engagé de la première heure dans le mouvement En Marche et s’est chargé de diriger le comité En Marche dans le Nord-Deux-Sèvres à l'occasion de la campagne présidentielle. 

#### Élection
Il est élu député dans la troisième circonscription des Deux-Sèvres lors des élections législatives de 2017 avec près de 59,37 % des voix au second tour face à Véronique Schaaf-Gauthier, candidate du parti Les Républicains. En parallèle de ses fonctions de député, Jean-Marie Fiévet est auditeur de l’Institut des hautes études de défense nationale (IHEDN).
Il se présente de nouveau aux élections législatives de 2022 et est réélu, avec 58,27% des voix au second tour face à Juliette Woillez, candidate du parti NUPES.
Après la dissolution de juin 2024, il est réélu le 7 juillet 2024 avec 58,11% des voix au second tour face à Philippe Robin, candidat sous la bannière Ciotti-RN.

#### Fonctions à l'Assemblée nationale
Il est d'abord membre de la commission de la Défense nationale et des Forces armées, dont il est élu secrétaire le 1er octobre 2019. Le 6 mai 2021, il intègre également la commission des Affaires européennes.
En octobre 2020, Jean-Marie Fiévet a été désigné rapporteur d’une mission parlementaire sur la transition énergétique des armées. Cette thématique de la transition écologique des armées n'avait jamais été encore traitée dans le cadre de l'Assemblée nationale.  De cette mission parlementaire, présentée le 5 mai 2021 à la commission de la Défense, il ressort 23 propositions d’accélération sur les enjeux de la transition écologique pour le ministère des Armées,.
En juin 2021, il a été désigné rapporteur d’une mission d’information sur la protection civile européenne.
Depuis septembre 2024, il est membre de la Commission Développement Durable et Aménagement du Territoire. Et il a été nommé rapporteur d'une mission flash sur le verdissement des flottes automobiles.

#### Activités législatives et locales
Sur le plan local, Jean-Marie Fiévet apporte son soutien au prolongement de la 2x2 voies entre Bressuire et Poitiers ainsi qu'à la ligne de fret Thouars-Parthenay-Niort.
Il propose la création d'un chèque commerce afin de soutenir les commerces ruraux, notamment dans les communes où il ne reste plus qu'un seul commerce.
Sa permanence parlementaire de Bressuire a fait l'objet d'une dégradation à la suite de son vote en faveur de la ratification du CETA.
Il a été désigné, parmi d'autres députés, comme ambassadeur de la réforme des retraites.
Il milite depuis 2018 pour la création d'un compte carbone individuel, c'est-à-dire un stock de droits d'émissions de gaz à effet de serre qui serait distribué annuellement à chaque Français sous forme d'une carte,.

## Vie privée
Il est marié et père de deux enfants.
Jean-Marie Fiévet est très engagé dans le monde associatif. Il continue à soutenir les initiatives d'associations qui innovent durant cette crise sanitaire.

## Résultats électoraux

### Élections législatives
| Année | Étiquette | Étiquette | Circonscription    | 1er tour | 1er tour | 1er tour | 2d tour | 2d tour | 2d tour |
| Année | Étiquette | Étiquette | Circonscription    | Voix     | %        | Rang     | Voix    | %       | Issue   |
| ----- | --------- | --------- | ------------------ | -------- | -------- | -------- | ------- | ------- | ------- |
| 2017  |           | REM       | 3e des Deux-Sèvres | 16 692   | 40,18    | 1er      | 19 434  | 59,37   | Élu     |
| 2022  |           | REM       | 3e des Deux-Sèvres | 13 507   | 34,27    | 1er      | 20 675  | 58,27   | Élu     |
| 2024  |           | RE        | 3e des Deux-Sèvres | 17 310   | 31,14    | 2e       | 31 821  | 58,11   | Élu     |